# Kaschauer Burg
Die Kaschauer Burg (slowakisch Košický hrad) ist die Ruine einer Höhenburg in der Stadt Košice (deutsch Kaschau, dort im Stadtteil Sever) in der Ostslowakei. Die Burgruine liegt auf dem Berg Hradová am östlichen Rand des Slowakischen Erzgebirges, deshalb wird sie manchmal so bezeichnet.
Die Geschichte der Burg liegt weitgehend im Dunkeln, weil sie selten und dann auch nur indirekt in mittelalterlichen Quellen erwähnt wird. In manchen Quellen wird sie mit der Burg Sokoľ beim gleichnamigen Ort oder mit dem Gebiet der mittelalterlichen Siedlung Oberkaschau (slowakisch Horné Košice) gleichgesetzt, in beiden Fällen handelt sich jedoch um ein anderes Gebiet. Möglicherweise entstand eine Wehranlage kurz nach dem Mongoleneinfall 1241/42, als wahrscheinlichster Erbauer wird jedoch der ungarische Palatin Amadeus Aba genannt, der im Zeitraum 1301–1307 eine Burg bauen ließ, um seine Machtposition in einem Streit mit der Stadt Kaschau zu stärken. Nach der Beilegung dieses Streits im Jahr 1307 blieb die Burg unvollendet. Nachdem die Schlacht von Rozgony am 15. Juni 1312 in Sichtweite der Burg für die Nachkommen von Amadeus Aba in ihrem Kampf gegen Karl I. Robert verloren ging, schenkte der König die Burg an das Adelsgeschlecht Drugeth. Später wurde sie Besitz des Geschlechts Bebek, die jahrelang einen Rechtsstreit mit den Kaschauer Bürgern wegen der Zugehörigkeit der Burggrundstücke führten. Nach einer Entscheidung im Jahr 1430 kam die Burg tatsächlich in die Hände der Stadt Kaschau, die sich aber mehr um deren Herrschaftsgebiet als die Anlage selbst kümmerte. Deshalb war sie bereits Mitte des 15. Jahrhunderts verwüstet.
Aus der einstigen Burg sind nur die Grundmauern der dreieckigen Bastion und des runden Turms erhalten geblieben. Die bis zu 3,8 m dicke Mauer verläuft auf weiteren 100 m, bevor sie spurlos ohne eine erkennbare Weiterführung verschwindet. Die Burgruine ist heute frei zugänglich und ist zusammen mit dem nahe gelegenen Aussichtsturm ein Ausflugsziel der Stadtbürger. Das Burgareal wurde 2011 und 2012 als Teil des Projekts Kulturhauptstadt Europas Košice 2013 maßgeblich konserviert und revitalisiert.